# Боевой верблюд
Боевые верблюды — верблюды, использовавшиеся в вооружённых силах Античности и Средневековья непосредственно в бою, а также для перевозки и транспортировки вооружения, военного снаряжения, материальных средств и пехоты.

## Кавалерия
Арабские и берберские племена ещё за 1 000 лет до нашей эры использовали верблюдов не только для переброски пехоты и грузов, но и в бою. Обычно на верблюде находилось два воина: погонщик с длинным копьём и лучник. Для ведения боевых действий со временем была выведена быстрая малогабаритная порода верблюдов, на которых размещался один всадник.
Иосиф Флавий сообщает:

В последовавшем за этим столкновении с аравийским царем Обедой он [ Александр Яннай ] потерял всю свою армию. Арабы заманили его на устроенную при Гавлане засаду, где иудейское войско, стиснутое в глубоком ущелье, было раздавлено массой верблюдов.

В качестве боевого животного верблюд был намного хуже лошади. Это связано с тем, что верблюды не отводят тепло, а только в пределах нескольких градусов повышают температуру тела. Это сильно ограничивает их запас хода бегом. В результате верблюды в сравнении с лошадьми показывали плохую тактическую манёвренность. Максимальная скорость верблюда также значительно ниже, чем у лошадей.
Ростом верблюд превосходит самую крупную лошадь, и это затрудняет как посадку на него, так и использование оружия. В битве с римлянами во II веке до н. э. сирийский царь Антиох III Великий использовал арабов на верблюдах, вооружённых особыми мечами длиной в 1,8 метра:

Перед этой конницей располагались серпоносные колесницы и верблюды, называемые дромадерами. На них восседали арабские лучники с узкими и длинными, в четыре локтя, мечами, чтобы поражать противника сверху.

Самым существенным недостатком являлась невозможность заставить верблюда топтать пехоту и использовать его как оружие. Верблюда невозможно было заставить идти на копья, давить людей и таранить других животных. Если его кололи копьём, он стремился убежать, и наездник никак не мог его остановить. Это делало его безвредным для врага. Из-за этой особенности всадники не могли вести ближний бой. Бедуины только обстреливали врага из луков с дистанции, а длинные копья служили им для самообороны. Если надо было атаковать противника оружием ближнего боя, всадникам приходилось спешиваться. Тем не менее издаваемый верблюдами рев и источаемый запах пугал лошадей противника и те боялись к ним приблизиться - главное преимущество верблюжьих всадников в атаке.
Геродот сообщает о хитрости, которую применил Кир II Великий против лидийской конницы в битве при Тимбре:

...Тут Кир, увидев, что лидийцы стоят в боевом порядке, готовые к бою, в страхе перед их конницей по совету мидянина Гарпага поступил вот так: всех вьючных и нагруженных продовольствием верблюдов, следовавших за войском, Кир велел согнать, разгрузить и посадить на них воинов в одежде всадников. Затем он поставил верблюдов впереди войска против конницы Крёза, пехоте же приказал следовать за верблюдами, а позади пехотинцев расположил всё остальное войско... Таково было приказание Кира, а верблюдов он велел поставить против неприятельской конницы потому, что кони боятся верблюдов и не выносят их вида и запаха. Эта хитрость была придумана для того, чтобы сделать бесполезной именно ту самую конницу, которой лидийский царь рассчитывал блеснуть. Битва началась, и лишь только кони почуяли верблюдов и увидели их, то повернули назад и надежды Крёза рухнули.

Во времена крестовых походов азиаты нашли способ эффективно использовать верблюдов в сражениях. Смешанные с конницей верблюды позволяли арабам выдерживать атаки европейской тяжёлой кавалерии: непривычные к виду верблюдов дестриэ не шли на них. Позже и булгары пытались напугать русских коней верблюдами. Но подобные меры могли иметь только временный успех: страх перед верблюдами исчезал после соответствующей подготовки.
Применение «верблюжьей кавалерии» могло быть оправдано только возможностью быстрой переброски войск через пустыни. Так как при движении шагом, в отличие от бега, выделение тепла уравновешивается его излучением с поверхности тела, на самой страшной жаре верблюд просто неутомим, в отличие от лошади.

## Транспортное средство
У восточных народов, от парфян до татар, вьючные обозы чаще всего состояли из верблюдов. Причём арабы использовали верблюдов не только для перевозки грузов, но и для перевозки пехоты.
Верблюд — одно из наиболее эффективных вьючных животных. Его дневной переход составляет до 50 км, а перевозимый груз до 200 кг. Неделю, не теряя работоспособности, верблюд может обходиться без пищи и воды, что радикально решает проблему фуража. К тому же и на перепады температуры от +50 до −50 °C верблюды реагируют слабо, что позволяет использовать их как в самых жарких пустынях, так и в холодном высокогорье.
В то же время проходимость верблюдов плохая: преодолевать препятствия и плавать эти животные не могут. Однако самым серьёзным недостатком этого средства передвижения, из-за которого верблюды не нашли применения в Европе, является их неспособность переносить повышенную влажность воздуха.
Верблюды ограниченно использовались как тягловое средство в артиллерии во время Великой Отечественной войны.

## В литературе
Дон Румата, главный герой фантастического романа А. и Б. Стругацких «Трудно быть богом», считался по легенде знатоком боевых верблюдов.